# 和田真由美
和田 真由美（わだ まゆみ、3月8日 - ）は、日本の4コマ漫画家。女性。秋田県出身。主に芳文社の4コマ誌（4コマ漫画専門雑誌）などで作品を発表している。
夫婦や親子、姉妹など家族をテーマとし、全体的にほのぼのとしていながらもとても活発に登場人物が活動するギャグコメディ作品を得意とする。人物の表情が変わる様子を、非常に強調したデフォルメで描くという特徴がある。ボケ役の人物が何かとんでもないことをし、ツッコミ役の人物が（時にはあわててフォローに向かいながら）モノローグでツッコむというパターンを基本としている。

## 経歴・年譜
- 1994年9月22日 - 『いらっしゃいませ』で、芳文社の雑誌「まんがタイムスペシャル」の新人4コマまんが展に入選する。
- xxxx年x月 - 『彼はすてきな働きざかり』の連載が、芳文社の雑誌「まんがタイムラブリー」（月刊）において開始される。
- 1997年12月 - 『ぽわぽわなふたり』で、第3回竹書房漫画新人賞・11月奨励賞を受賞する。
- 1998年3月 - 『呼ばれてとびでて』（石井真由美名義）で、第3回竹書房漫画新人賞・2月奨励賞を受賞する。
- 1998年3月20日 - 『私の大事なダンナ様』の連載が、芳文社の雑誌「まんがタイムスペシャル」（月刊）において開始される。
- 1998年4月 - 『あのですね』（石井真由美名義）で、第4回竹書房漫画新人賞・課題部門3月奨励賞を受賞する。
- 1998年5月 - 『3人の哺乳類』（石井真由美名義）で、第4回竹書房漫画新人賞・4月準月刊賞を受賞する。
- 2001年6月x日 - 『うちにおいで』が、芳文社の雑誌「まんがタイムダッシュ!」に掲載される。
- 2001年6月22日 - 『うちにおいで』が、芳文社の雑誌「まんがタイムスペシャル」に掲載される。
- 2002年x月 - 『ももか探偵気分』の連載が、芳文社の雑誌「まんがタイムナチュラル」（不定期刊）において開始される。
- 2003年3月18日 - 初単行本『私の大事なダンナ様』第1巻が発売される。
- 2003年6月10日 - 「まんがタイムセレクション 和田真由美」が、芳文社より「まんがタイムスペシャル」2003年7月増刊号として発売される。
- 2003年8月18日 - 『ももか探偵気分』の連載が、掲載誌「まんがタイムナチュラル」の廃刊に伴い、終了となる。
- 2003年11月17日 - 『ももか探偵気分』の連載が、芳文社の雑誌「まんがタイムファミリー」（月刊）において再開される。
- 2006年6月22日 - 『私の大事なダンナ様』の連載が「まんがタイムスペシャル」において終了する。
- 2006年7月17日 - 『ももか探偵気分』の連載が終了する。
- 2006年7月22日 - 『おねえちゃんDays』の連載が「まんがタイムスペシャル」において開始される。
- 2006年8月7日 - 『私の大事なダンナ様』の連載が「まんがタイム」（月刊）においても終了する。
- 2008年6月22日 - 『おねえちゃんDays』の連載が終了する。

## 作品リスト
- 『彼はすてきな働きざかり』（xxxx年 - xxxx年、まんがタイムラブリー（芳文社））
- 『私の大事なダンナ様』 （1998年 - 2006年、まんがタイムスペシャル（芳文社）。xxxx年 - 2006年、まんがタイム（芳文社））
  - 単行本（まんがタイムコミックス（芳文社））
    1. 第1巻（2003年3月18日） ISBN 4-8322-6283-1
- 『うちにおいで』（2001年、まんがタイムダッシュ!（芳文社）。2001年 - 、まんがタイムスペシャル）
事実上の不定期連載。2001年x月号から2004年x月号まで目次4コマとして連載されており、時折『私の大事なダンナ様』との2本立てで掲載される。
- 『ももか探偵気分』 （2002年 - 2003年、まんがタイムナチュラル（芳文社）。2003年 - 2006年、まんがタイムファミリー（芳文社））
- 『おねえちゃんDays』（2006年 - 2008年、まんがタイムスペシャル（芳文社））